# كأس الاتحاد الإنجليزي 1994–95
كأس الاتحاد الإنجليزي 1994–95 (بالإنجليزية: 1994–95 FA Cup)‏ هو الموسم 114 من  كأس الاتحاد الإنجليزي. الذي يشرف على تنظيمه الاتحاد الإنجليزي لكرة القدم، وفاز فيه نادي إيفرتون.